# William Halpenny
William « Bill » Halpenny (né le 23 mai 1882 en Île-du-Prince-Édouard et décédé le 10 février 1960 à Charlottetown) est un athlète canadien spécialiste du saut à la perche. 

## Biographie

### Palmarès
| Date | Compétition           | Lieu      | Résultat | Performance |
| ---- | --------------------- | --------- | -------- | ----------- |
| 1912 | Jeux olympiques d'été | Stockholm | 3e       | 3,80 m      |

### Records
| Épreuve          | Performance | Lieu      | Date            |
| ---------------- | ----------- | --------- | --------------- |
| Saut à la perche | 3,80 m      | Stockholm | 11 juillet 1912 |